# Thélus
Thélus és un municipi francès situat al departament del Pas de Calais i a la regió dels Alts de França. L'any 2007 tenia 1.182 habitants.

## Demografia

### Població
El 2007 la població de fet de Thélus era de 1.182 persones. Hi havia 446 famílies de les quals 96 eren unipersonals (24 homes vivint sols i 72 dones vivint soles), 131 parelles sense fills, 175 parelles amb fills i 44 famílies monoparentals amb fills.
La població ha evolucionat segons el següent gràfic:
Habitants censats

### Habitatges
El 2007 hi havia 465 habitatges, 454 eren l'habitatge principal de la família, 1 era una segona residència i 10 estaven desocupats. 437 eren cases i 28 eren apartaments. Dels 454 habitatges principals, 380 estaven ocupats pels seus propietaris, 69 estaven llogats i ocupats pels llogaters i 6 estaven cedits a títol gratuït; 5 tenien dues cambres, 32 en tenien tres, 94 en tenien quatre i 323 en tenien cinc o més. 403 habitatges disposaven pel capbaix d'una plaça de pàrquing. A 179 habitatges hi havia un automòbil i a 246 n'hi havia dos o més.

### Piràmide de població
La piràmide de població per edats i sexe el 2009 era:
| Homes | Edats   | Dones |
| ----- | ------- | ----- |
| 0     | 95 o +  | 0     |
| 0     | 90 a 94 | 8     |
| 0     | 85 a 89 | 4     |
| 4     | 80 a 84 | 0     |
| 20    | 75 a 79 | 4     |
| 20    | 70 a 74 | 20    |
| 12    | 65 a 69 | 20    |
| 44    | 60 a 64 | 36    |
| 16    | 55 a 59 | 16    |
| 44    | 50 a 54 | 68    |
| 16    | 45 a 49 | 32    |
| 52    | 40 a 44 | 48    |
| 44    | 35 a 39 | 44    |
| 36    | 30 a 34 | 40    |
| 28    | 25 a 29 | 20    |
| 28    | 20 a 24 | 32    |
| 24    | 15 a 19 | 40    |
| 56    | 10 a 14 | 36    |
| 44    | 5 a 9   | 40    |
| 16    | 0 a 4   | 36    |

## Economia
El 2007 la població en edat de treballar era de 799 persones, 597 eren actives i 202 eren inactives. De les 597 persones actives 567 estaven ocupades (302 homes i 265 dones) i 31 estaven aturades (12 homes i 19 dones). De les 202 persones inactives 71 estaven jubilades, 83 estaven estudiant i 48 estaven classificades com a «altres inactius».

### Ingressos
El 2009 a Thélus hi havia 481 unitats fiscals que integraven 1.230,5 persones, la mediana anual d'ingressos fiscals per persona era de 20.575 €.

### Activitats econòmiques
Dels 39 establiments que hi havia el 2007, 4 eren d'empreses de fabricació d'altres productes industrials, 5 d'empreses de construcció, 9 d'empreses de comerç i reparació d'automòbils, 4 d'empreses de transport, 3 d'empreses d'hostatgeria i restauració, 2 d'empreses d'informació i comunicació, 1 d'una empresa financera, 1 d'una empresa de serveis, 6 d'entitats de l'administració pública i 4 d'empreses classificades com a «altres activitats de serveis».
Dels 8 establiments de servei als particulars que hi havia el 2009, 1 era un taller de reparació d'automòbils i de material agrícola, 1 paleta, 1 fusteria, 1 lampisteria, 2 electricistes, 1 perruqueria i 1 restaurant.
Dels 2 establiments comercials que hi havia el 2009, 1 era una fleca i 1 una botiga d'electrodomèstics.
L'any 2000 a Thélus hi havia 8 explotacions agrícoles.

## Equipaments sanitaris i escolars
El 2009 hi havia una escola elemental.

## Poblacions més properes
El següent diagrama mostra les poblacions més properes.